# こばやし峠
こばやし峠（こばやしとうげ）は、北海道札幌市中央区盤渓と南区北ノ沢の境にある峠。北海道道82号西野真駒内清田線が通過していたが、盤渓北ノ沢トンネルの開通により旧道となった。

## 歴史
盤渓と北ノ沢は隣接しているが、山によって隔てられ急峻な踏み分け道があるだけで人の往来は困難であり「嫁泣かせ峠」と呼ばれていた。1901年（明治34年）、1歳で北ノ沢に移住した後の産業観光開発道道促進期成会会長、小林新夫（こばやしあらお／しんぷ）は、少年時代ここを裸足で通学した事から道路開発を志すようになり、1956年（昭和31年）期成会を結成。1960年（昭和35年）に開削工事が始まったが、重機がずり落ちる等で6年がかりの難工事となり、1965年（昭和40年）11月ようやく開通した。開通式に当たり、この事業に尽力した小林の名から、ひらがなで「こばやし峠」と命名された。なお、国土地理院地図では漢字表記の「小林峠」となっている。
1989年（平成元年）10月には、峠の頂上付近に開通を記念する記念碑が建立された。
2017年（平成29年）2月3日に峠の下を抜ける盤渓北ノ沢トンネルが開通したが、峠を越える旧道もこれまでどおり通行できる。